# 597148 Chungmingshan
597148 Chungmingshan è un asteroide della fascia principale. Scoperto nel 2006, presenta un'orbita caratterizzata da un semiasse maggiore pari a 2,6623331 au e da un'eccentricità di 0,2885898, inclinata di 8,47779° rispetto all'eclittica.
L'asteroide era stato inizialmente battezzato 597148 Chungmingshen per poi essere corretto nella denominazione attuale.
L'asteroide è dedicato al taiwanese Ming-Shan Chung, per oltre tre decenni direttore del parco nazionale di Yushan.